# 大梁城
大梁城，位于今河南省开封市西北。战国时期魏国都城，魏惠王遷都至此。大梁为魏都凡一百三十八年，是其交通枢纽和商业中心。商鞅、苏秦、张仪、孙膑、庞涓、吴起等名人都曾在大梁受教育或从事活动。
南北朝后，通称开封为大梁，五代后梁、后晋、后汉、后周及北宋均定都于此地。

## 歷史
公元前430年魏文侯已把首都从安邑（今山西省夏县）迁至洹水（今河北省魏县）。颜师古在《汉书·地理志》中引文颖注云：「毕万封魏，今河东、河北县，后为秦逼，徙都今魏郡魏县」。
《竹书纪年》记载魏惠王九年（前361年），《史记》记载为魏惠王三十一年（前349年），魏惠王迁魏都于此，并筑梁城。为区别于少梁（今陕西省韩城市）和南梁（今河南省临汝县），命名为“大梁”。又因城北的人工沟渠浚仪渠（浚水），称浚仪。南宋郑樵《通志·都邑略》言：「魏都魏地，迁于大梁。」。定都大梁翌年，魏惠王命人开挖鸿沟，連繫当时的黄河与淮河。前354年和前353年，齐国两次进攻魏国都城大梁，围魏救赵。
战国时期，秦兵数次围攻大梁。《史记·魏公子列传》記载，當時范睢受魏國迫害，拜相於秦國，因為怨恨魏齐的緣故，秦兵围大梁，攻破魏國华阳的部隊，逼退了芒卯。又記：“秦闻公子死，使蒙骜攻魏，拔二十城，初置东郡。其后秦稍蚕食魏，十八岁而虏魏王，屠大梁。”
秦始皇二十二年、魏王假三年（前225年），秦国将军王贲领兵攻魏。秦军决鸿沟，灌大梁城，三月而城坏，魏王假请降，魏国灭亡。秦国在此地置浚仪县。
由于黄河屡次决口，开封地下埋有六座古代城池，大梁城约距现在地表12至14米深，汴州城约距地表10至12米深，东京城约距地表8至10米深，金汴京城约距地表6米深，明开封城约距地表5至6米深，清开封城约距地表3米深，距地表12至14米，具体范围尚未查明。据考証研究，应与现存的开封城墙部分重合，稍偏西北。